# Big Cartoon DataBase
Big Cartoon DataBase（ビッグ・カートゥーン・データベース、略称：BCDB）は、アニメーション短編映画・アニメーションフィーチャー映画およびアニメーションのテレビ番組、いわゆるカートゥーンに関するオンラインデータベースである。
BCDBのプロジェクトは、1996年にDave Kochが自身のコンピュータにディズニーの短編映画のリストを作成したことに始まる。素材が増加するに従い、1998年に声優、プロデューサー、ディレクター等の情報を検索できるオンラインのデータベースに移行した。

## 概要
BCDBの特徴の一つは、BCDBの登録ユーザーによる投票で25の高評価作品がリストされることである。登録ユーザーは作品ごとに1から10の評価を与えることができる。同様に、同じデータに基づき評価の低い20作品も表示される。
また、BCDBではカートゥーン作品に対し質問や意見を交わすことができるフォーラムが用意されている。フォーラムはすべてのBCDB登録ユーザーが利用可能であり、やりとりは仲裁者や管理者のチームにより管理されている。 
その他の機能として、アニメーション業界に関連する画像のギャラリーがある。これは、登録ユーザーが人気のある映画から撮影（スクリーンショット）した様々なキャラクターの画像のうち最近追加されたものを表示できる。

## Big Comic Book Database
BCDBの姉妹サイトとして、漫画作品のデータベースについて扱うBig Comic Book Database（略称：BCBDB) が存在する。2005年現在、データベースは5000以上のシリーズ、10万以上の漫画作品の情報、および3万5000以上のカバースキャン画像が含まれる。
カバースキャン画像は、オンライン上での作品の詳細な研究のための高解像度版が存在する。また、BCBDBの情報には個々の漫画作品本の価格情報も含まれている。